# Шульгинская волость
Шульги́нская во́лость — историческая административно-территориальная единица Старобельского уезда Харьковской губернии с центром в слободе Шульгинка.
По состоянию на 1885 год состояла из 8 поселений, 9 сельских общин. Население — 11109 человек (5513 мужского пола и 5596 — женского), 1864 дворовых хозяйства.
|                        | Площадь, десятин | В том числе пахотной, дес. |
| ---------------------- | ---------------- | -------------------------- |
| Сельских общин         | 25105            | 22184                      |
| Частной собственности  | 997              | 240                        |
| Казенной собственности | 4391             | 3697                       |
| Другой собственности   | 280              | 203                        |
| В целом                | 30773            | 26324                      |

Основные поселения волости по состоянию на 1885 год:
- Шульгинка — бывшая государственная слобода при реке Айдар в 15 верстах от уездного города, 3948 человек, 775 дворовых хозяйств, 2 православные церкви, лавка, 3 ярмарки в год.
- Байдовка — бывшая государственная слобода при реке Айдар, 2080 человек, 314 дворовых хозяйств, православная церковь, ежегодная ярмарка.
- Каменный (Каменка) — бывшее государственное село, 691 человек, 118 дворовых хозяйств.
- Лозовое — бывшее государственное село при реке Айдар, 776 человек, 129 дворовых хозяйств.
- Половинкино (Толоковка) — бывшая государственная слобода при реке Айдар, 1993 человека, 251 дворовое хозяйство, православная церковь.
- Титаринковое — бывшее государственное село при реке Айдар, 761 человек, 117 дворовых хозяйств.

Крупнейшие поселения волости по состоянию на 1914 год:
- село Шульгинское — 8169 жителей;
- село Байдовское — 3311 жителей;
- село Половинкино — 3373 жителя;
- село Титаровка — 1452 жителя;
- село Лозовская — 1317 жителей;
- село Каменка — 1117 жителей.

Старшиной волости был Алексей Арсеньевич Евонов, волостным писарем — Николай Константинович Комисовский, председателем волостного суда — Трофим Иванович Лугайский.